# Misanthrop (Musikproduzent)
Misanthrop (eigentlich Michael Bräuninger) ist ein deutscher Musikproduzent, DJ und Editor aus Hamburg. Die Musik von Misanthrop lässt sich den Stilrichtungen Drum and Bass und Neurofunk zuordnen. Gemeinsam mit Phace produziert er unter dem Namen Neosignal Electro. Eine breitere Öffentlichkeit erreichte er durch Veröffentlichungen auf Subtitles Music von TeeBee und Division Recordings von Noisia.

## Neosignal
Misanthrop gründete 2008 zusammen mit Phace das Musiklabel Neosignal Recordings, auf welchem vorwiegend eigene Musik-Produktionen vertrieben werden.
Nach der bereits bestehenden Zusammenarbeit als Drum-and-Bass-Produzenten schlossen sich Misanthrop und Phace 2011 zusätzlich zu dem Electro-Duo Neosignal zusammen. Im März 2013 hatten sie in London in dem Techno-Club Fabric mit Ableton Live ihren ersten Auftritt und spielten im selben Jahr noch auf dem MS-Dockville-Festival in Hamburg.

## Sonstiges
Neben seiner Tätigkeit als Produzent und DJ arbeitet Misanthrop unter seinem wirklichen Namen Michael Bräuninger als Filmeditor. So produzierte er auch das Video zu dem eigenen Musikstück Energie mit Phace.

## Diskografie

### Alben und EPs
- No Quantise EP (2006, Subtitles Music)
- From Deep Space LP (2010, Neosignal Recordings), mit Phace
- Energy EP (2011, Neosignal Recordings), mit Phace
- Motor EP (2013, Neosignal Recordings), mit Phace
- Greed Of Gain EP (2013, Neosignal Recordings)
- I Need More EP (2015, Blackout Music)
- Collapse EP (2015, RAM Records)
- Misanthrop LP (2016, Neosignal Recordings)
- Analog LP (2019, Neosignal Recordings)
- Universe LP (2022, Neosignal Recordings)

### Singles
- Eis / Liar (2002, Amour Plated)
- Hölle / Thrillseeker (2003, Giana Brotherz), Thrillseeker von Giana Brotherz
- Perfect Happiness / Stop Criterion (2006, Subtitles Music)
- Evacuate (2007, Renegade Hardware), auf Above the Game
- Bullhead / Defection (2007, Shadow Law Recordings)
- Me / Waste Express (2007, Subtitles Music)
- Off Center / Descend (2007, Shadow Law Recordings), Off Center mit Phace, Descend von Chook
- Fortune / Hyzer (2009, Subtitles Music), mit Phace
- Mammoth / Sore Point (2009, Neosignal Recordings), Mammoth mit Phace, Sore Point von Phace & Noisia
- Viperfish VIP / Alive (2009, Subtitles Music), Alive von Phace
- Black Rain / Moon Clouds (2009, Neosignal Recordings)
- CCTV / Factory 5 (2009, Neosignal Recordings), CCTV von Phace & Noisia
- Desert Orgy / Stagger (2010, Neosignal Recordings), Desert Orgy mit Phace, Stager von Phace & Noisia
- Sidereal / Latitude (2011, Neosignal Recordings)
- Basic Memory / Y (2011, Neosignal Recordings), Basic Memory von Phace
- Teufelswerk / Hammerfaust (2011, Neodigital), Teufelswerk von Phace
- Progression / Système Mécanique (2012, Neosignal Recordings), Progression mit Phace, Système Mécanique von Phace
- Burn Out (2013, Shogun Audio), mit Phace und Alix Perez
- Sex Sells / Nordwand (2014, Neosignal Recordings)
- Impuls / Stutter (2014, Critical Music), Impuls von Phace & Mefjus, Stutter mit Mefjus
- Transcendent (2014, Trendkill Records), auf Transcendent EP von und mit Prolix

### Remixe
- Eis (Misanthrop Remix) (2003, Basswerk), Original von Misanthrop
- Buried Alive (Misanthrop Remix) (2007, .shadybrain Music), Original von Catacomb
- Outsource (Misanthrop Rmx) (2007, Syndrom Audio), Original von Phace & Noisia
- Trainspot (Misanthrop Remix) (2008, Full Force Recordings), Original von Chook
- Saccharine (Misanthrop Remix) (2009, Flight Recordings), Original von Proktah
- Line Of Sight (Misanthrop Remix) (2010, Cyanide Recordings), Original von Bulletproof, Psidream & Dose
- The Zodiac (Misanthrop Remix) (2011, Citrus Recordings), Original von Catacomb
- B'Negative (Phace & Misanthrop Remix) (2013, Blackout Music), Original von Black Sun Empire
- Garbage Truck (Misanthrop Remix) (2014, Invisible Recordings), Original von Hybris
- Influx (Misanthrop Remix) (2016, Blackout Recordings), Original von Neonlight & Wintermute

### Neosignal

#### Alben und EPs
- Raum und Zeit LP (2013, Division Recordings)
- Space Gsus EP (2014, Division Recordings)[6]

#### Singles und Remixe
- Stigma (Neosignal Remix) (2012, Mau5trap Recordings), Original von Noisia, Musiklabel von Deadmau5
- Childhood Memories (Neosignal Remix) (2012, Shogun Audio), Original von Rockwell
- Eastern Thug (Neosignal Remix) (2012, OWSLA), Original von KOAN Sound, Musiklabel von Skrillex
- Planet Online / Angst (2013, Division Recordings)
- Aeropolis (Neosignal Remix) (2013, Kitsuné Music), Original von Beataucue
- Incarnation (Neosignal Remix) (2014, Mau5trap Recordings), Original von Le Castle Vania

## Filmografie (als Editor)
- Nussknacker und Mausekönig (2004)
- Teenage Angst (2008), Online-Editing
- SOKO Stuttgart Vorspann (Titel Design)
- T-mobile Werbespots
- Mercedes-Benz Werbespots
- Blum Soundlogo
- Blum Corporate Video
- Elbau Werbespots 2010–2013
- Phace & Misanthrop - Energie (Musikvideo)
- Olymp Corporate Video
- Fürstenberg TV-Spot
- Big FM TV-Spot
- Intersport TV-Spot